# Saverio Ragno
Saverio Ragno (Trani, 6 december 1902 - Sacile, 22 april 1969) was een Italiaans schermer gespecialiseerd in het wapen degen.
Ragno nam driemaal deel aan de Olympische Zomerspelen en won in 1936 de gouden medaille met het degenteam en de zilveren medaille individueel. In 1932 won Ragno de zilveren medaille met degenteam en in 1948 met het floretteam.
Ragno werd driemaal wereldkampioen met het Italiaanse degenteam. 
Ragna zijn dochter Antonella werd in 1972 olympisch kampioen floret individueel. Zijn dochter Antonella is getrouwd met de olympisch kampioen waterpolo Gianni Lonzi.

## Resultaten

### Olympische Zomerspelen
| Jaar | Plaats      | Resultaten          |
| ---- | ----------- | ------------------- |
| 1932 | Los Angeles | degen team 4e degen |
| 1936 | Berlijn     | degen team degen    |
| 1948 | Londen      | floret team         |

### Wereldkampioenschappen schermen
| Jaar | Plaats      | Resultaten               |
| ---- | ----------- | ------------------------ |
| 1937 | Parijs      | degen team               |
| 1938 | Piešťany    | degen team · degen team  |
| 1947 | Lissabon    | floret team · degen team |
| 1950 | Monte Carlo | degen team               |

1908: Alibert, Berger, Collignon, Gravier, Lippmann, Olivier, Stern ·
1912: H. Anspach, P. Anspach, Hennet, Ochs, Salmon, Willems ·
1920: Allocchio, Bozza, Canova, Costantino, Marrazzi, A. Nadi, N. Nadi, Olivier, Thaon di Revel, Urbani ·
1924:  Buchard, Ducret, Gaudin, Labatut, Liottel, Lippmann, Tainturier ·
1928:  Agostoni, Basletta, M. Bertinetti, Cornaggia-Medici, Minoli, Riccardi ·
1932: Buchard, Cattiau, Jourdant, Piot, Schmetz, Tainturier ·
1936: Brusati, Cornaggia-Medici, E. Mangiarotti, Pezzana, Ragno, Riccardi ·
1948: Artigas, Desprets, Guérin, Huet, Lepage, Pécheux ·
1952: Battaglia, F. Bertinetti, Delfino, D. Mangiarotti, E. Mangiarotti, Pavesi ·
1956: Anglesio, F. Bertinetti, Delfino, E. Mangiarotti, Pavesi, Pellegrino ·
1960: Delfino, E. Mangiarotti, Marini, Pavesi, Pellegrino, Saccaro ·
1964: Bárány, Gábor, Kausz, Kulcsár, Nemere ·
1968: Fenyvesi, Kulcsár, Nagy, Nemere, P. Schmitt ·
1972: Erdős, Fenyvesi, Kulcsár, Osztrics, P. Schmitt ·
1976: Edling, Von Essen, Flodström, Högström, Jacobson ·
1980: Boisse, Gardas, Picot, Riboud, Salesse ·
1984: Borrmann, Fischer, Heer, Nickel, Pusch ·
1988: Delpla, Henry, Lenglet, Riboud, Srecki ·
1992: Borrmann, Felisiak, Proske, Resnitstsjenko, A. Schmitt ·
1996: Cuomo, Mazzoni, Randazzo ·
2000: Mazzoni, Milanoli, Randazzo, Rota ·
2004: Boisse, F. Jeannet, J. Jeannet, Obry ·
2008: F. Jeannet, J. Jeannet, Robeiri ·
2016: Borel, Grumier, Jérent, Lucenay ·
2020: Kano, Minobe, Yamada, Uyama ·
2024: Koch, Andrásfi, Siklósi, Nagy